# Yoshinori Shigematsu
Yoshinori Shigematsu (japonès: 重松良典)  (Hiroshima, 2 d'abril de 1930 - 2018) fou un dirigent esportiu i empresari japonès. Va ser membre de l'Associació de Fútbol de Japón durant els anys 60 i 70, temps en què es va crear la Japan Soccer League. A la segona meitat dels anys 70 va ser president de l'equip de bèisbol Hiroshima Toyo Carpi, posteriorment, de l'equip de futbol Fujita Kogyo SC. Igualment va participar en la creació de la J-League i l'organització de la Copa del Món de futbol de 2002. Anteriorment va ser futbolista japonès i va arribar a disputar un partit amb la selecció japonesa.